# Nagara-gawa
La rivière Nagara (長良川, Nagara-gawa) est un cours d'eau du Japon long de 166 km et dont les méandres s'étalent sur un bassin versant de 1 985 km2.

## Géographie
La rivière Nagara prend sa source au mont Dainichi, dans la ville de Gujō (préfecture de Gifu), et fait partie d'un système de cours d'eau qui irriguent la plaine alluviale de Nōbi. À l'intérieur de ce système alluvial, elle converge et diverge, à plusieurs reprises, avec les fleuves Kiso et Ibi. À Kuwana (préfecture de Mie), elle rejoint définitivement l'Ibi-gawa, environ 5 km avant que ce dernier ne se jette dans la baie d'Ise.

## Thermalisme
Grâce à son eau très claire, la rivière Nagara est classée parmi les « trois cours d'eau aux flots limpides du Japon », avec la rivière Kakita, dans la préfecture de Shizuoka, et du fleuve Shimanto dans la préfecture de Kochi.
Depuis 1985, la partie centrale de la rivière Nagara est classée parmi les « cent sources d'eau potable du Japon » par le ministère de l'Environnement.
Cette rivière, connue autrefois sous le nom de rivière Sunomata (墨俣川, Sunomata-gawa), est également réputée pour ses eaux thermales. Les sources chaudes naturelles, d'une haute teneur en fer, sont exploitées principalement dans la ville de Gifu qui rassemblent de nombreux onsen (stations thermales].

## Tradition de la pêche au cormoran
Dans les villes de Gifu et Seki, traversées par la rivière Nagara, une tradition ancienne de pêche au cormoran est encore observée de nos jours : la pêche au cormoran (鵜飼, ukai), pêche au cours de laquelle des cormorans sont utilisés pour capturer divers poissons.